# Templet i Port-au-Prince
Templet i Port-au-Prince (Port-au-Prince Haiti Temple), är ett tempel uppfört av Jesu Kristi Kyrka av Sista Dagars Heliga i Port-au-Prince i Haiti. Templet invigdes av David A. Bednar den 1 september 2019.